# 句動詞
句動詞（くどうし、英語: phrasal verb）は、主に英語において使用される文法用語。一般に「動詞＋副詞」または「動詞（＋副詞）＋前置詞」によって構成され、特別な意味を生じ、まとまって1つの動詞のように機能する定型の句を指す。なお、動詞句（VP）や複合動詞とは区別される。例えば、"get up", "take off", "look forward to", "carry out" などがこれにあたる。熟語動詞、複合動詞、群動詞などとも呼ばれる。

## 定義

### 語源
1900年にF・シュミット（Frederick Schmidt）がピーコック（Reginald Pecock）における"particle verb"を「句動詞」と呼んだ例がみられる。その後、OEDの編集者であるHenry Bradleyの提案により、ローガン・ピアソル・スミスの著書"Words and Idioms"（1925年）でこの術語が取り入れられ、広まった。
また、Kennedyの用語で、単一動詞（simple verb）の対義として、助動詞と本動詞が結合した句をいうこともある。

### 辞書上の扱い
例えば、 Longman Dictionary of Contemporary English（ロングマン現代英英辞典）などで採用されている定義法において、句動詞とは、「動詞＋副詞」または「動詞（＋副詞）＋前置詞」で構成される定型の句という事が必要条件となる。これを広義の句動詞とする。
しかし一般的には、この条件を満たすもののうち、フレーズを構成する個々の単語の意味からだけではフレーズ全体の意味が「推測しづらい」場合のみ、句動詞として分類される。しかし、この「推測しづらい」という基準は絶対的なものではないため、その句を句動詞とするかは辞書によって異なることもある。
- 例えば、"The U.S. hopes for democracy in Iraq." という文における "hope for" は「動詞＋前置詞」から構成され、定型の句であると考えることもできるが、通常は句動詞とは見なされない。なぜなら、ここで "hope" と "for" という個々の単語は基本的な用法の範囲内で使用されており、容易に句の意味が推測できるからである。
- 一方で、"We came[注釈 1] up with the way to solve the problem." の文における、"come up with" は通常、句動詞と見なされる。「動詞＋副詞＋前置詞」によって構成され、定型のフレーズであり、さらに、"come", "up", "with" という個々の単語からは、句全体の意味（ここでは「見つける」等）を推測することが難しいからである。

また、次のような場合もある、
- "take care of"や "get rid of"などは、複数の語で構成される定型の句であるが、構成する単語が前置詞・副詞ではないものも含んでいる[注釈 2]ため、句動詞には分類されない。
- "fed up (with)"（「愛想を尽かされる」等）[注釈 3]は "fed" を形容詞と見なすのが普通であり、これも句動詞には分類されない。

句動詞は英和辞典や英英辞典においては、その動詞の項目の後半部分を割いて扱われている事が多く、動詞以外の構成要素のアルファベット順に記載されている。ある句動詞について、それに近い意味を持つ一般動詞や他の句動詞を調べる手段としては、類語辞典（シソーラス）や、句動詞を専門に扱った書籍が有効である。

## 分類
その定義より、句動詞は次の二種類に分類される。
- particle verb：動詞＋不変化詞（particle）
- prepositional verb：動詞＋前置詞

間に不変化詞が挟まるprepositional verb（動詞＋不変化詞＋前置詞）は、特にparticle-prepositional verbと呼ばれて区別される。

### 他動詞句と自動詞句
また、句動詞は、他動的（transitive）か否かの観点によっても分類される。
- 他動詞句（transitive phrasal verb）
- 自動詞句（intransitive phrasal verb）

なお、prepositional verbは前置詞目的語を必要とするため、自他による分類はparticle verbにおいてのみ意味を持つ。このような理由により、狭義にはparticle verbのみを句動詞と呼ぶことがある。例えば山岸勝榮が監修する学研系の『スーパー・アンカー英和辞典』などでは、prepositional verbを「準他」と表記し、句動詞ではないとしている。
句動詞が他動詞として使われた時、句動詞の後に続く名詞句を「句動詞の目的語」と見なすことができる。一般動詞の場合、通常は前置詞の後に続く名詞句は「動詞の目的語」とは見なされないが、句動詞の場合はその末尾が前置詞であっても、その後の名詞句が目的語と見なされる。
「自動詞＋副詞/前置詞」の形をとる他動詞句には、受動態を形成できないか、形成するとしても稀なものがある。例えば、句動詞"come across" は「～に偶然出会う」という意味で使われる時、名詞句を目的語に取り他動詞として振る舞うが、受動態では使えない。

### 他動詞句の分離可能性
他動詞句は、その動詞が前置詞や副詞とを分離できる（間に目的語が入る）かどうか、すなわち分離可能性（separability）の観点から、次の二種類に分類される。
- 分離可能句動詞（separable phrasal verb）
- 分離不可能句動詞（inseparable phrasal verb）

particle verbは分離可能である。つまり、「副詞の後」と「句動詞を構成する動詞と副詞の間」のどちらに置いても良い。ただし、次の規則がある。
- 句動詞の目的語が代名詞である場合には、「句動詞を構成する動詞と副詞の間」にしか目的語は置けない。
- 目的語が長い名詞句の場合は「副詞の後」に置くのが普通である。

他方、prepositional verbは、常に分離不可能である。これは目的語が代名詞の時も同様である。
まとめると、particle verbはseparable phrasal verb、prepositional verbはinseparable phrasal verbに対応する。
- particle verb ＝分離可能
- prepositional verb＝分離不可能

### 句動詞の識別
しかし、"up" や "in" などのように前置詞としても副詞としても使える単語が多いため、それが不変化詞動詞か前置詞動詞かの識別は、必ずしも形式的な面だけで決定できるわけではない。このため、大抵の辞書では、個々の句動詞について語順が分離可能かどうかを明示している。
句動詞の最後部の要素が前置詞でしかありえない単語（with など）の場合は、その句動詞は常に目的語をとり他動詞として振る舞うが、副詞（away など）あるいは副詞であることも考えられる単語（in など）の場合は、自動詞として振る舞う時と他動詞として振る舞う時があり、句動詞の形式面からだけは決定できない。
例えば、
- "knock down"（ここでは「取り壊す」）という句動詞は、"knock down the building" でも "knock the building down" でもどちらでも使用できる。"knock down it" は不可で、必ず "knock it down" としなければならない。

- "live with"：withは前置詞であり、副詞の用法はない。したがって、必ず分離不可能である。 "live" と "with" の間に目的語を置くことはできない。"live it with"も不可で、"live with it" としなければならない。

## 意味
句動詞の意味は、それを構成する個々の単語の意味を合わせたものになっているが、個々の単語から句動詞の意味がどの程度直感的に理解しやすいかは、それぞれの句動詞によって異なる。
また、1つの句動詞が1つだけの（辞書的な）意味しか持たないとは限らず、複数の意味を持つことも多い。

### インフォーマル性
句動詞は、個々に程度の差はあれど、一般的にはインフォーマルな性格を持つ。従って、フォーマルな場面では句動詞ではなく、意味の近似したよりフォーマルな一般動詞を代わりに使うことが望ましい場合がある。例えば、"go on"（「続ける」）に替えて "continue" や "pursue" などを使うと、よりフォーマルな表現となる。逆にインフォーマルな場面では、難しい動詞よりも句動詞を使った方がこなれた表現になる。例えば、卑近な話題では "discover"（「発見する」）などを使うよりも "find out" などを使う方が自然である。

## 英語教育

### 英語学習における位置づけ
しばしば日本人の英語力について「句動詞に弱い」と評される。これは学校教育において、生徒は個々の単語の持つ基本的な意味を覚えることだけに始終し、教師も句動詞学習の指導に十分な時間を割いていない事などが理由として挙げられる。また大学受験の対策のために、日常会話がほとんどできない状態で、難しい評論文などの読解を中心とした授業となってしまうために、句動詞に触れる機会が少ないことも一因であると考えられる。
また、「日本人は難しい単語ばかり使おうとする」といった批判や、「英会話は簡単な単語だけでできる」といった指摘が頻繁になされる。しかし、句動詞の場合、簡単な単語の組み合わせによって新しい意味が生まれることが多く、簡単な単語ばかりで構成されているからといって、必ずしもノンネイティブにとって簡単だとは言い切れない部分がある。

## その他
英語には、"understand", "forget", "become", "forgive" など、基本的な動詞の前に副詞・前置詞様の接頭辞のついた動詞が多数ある。これは古い印欧語に共通する造語法で、ラテン語、ドイツ語、ロシア語などにも同様のものがある。これらの動詞は、英語では一部の例を除いて既に化石化して生産性を失っており、機能的には新しい句動詞に取って代わられたと考えることができる。一例を挙げると、"forgive" は "give up" に対応し、古くは「投げ出す、あきらめる」という意味があった。ドイツ語などでは複合動詞と句動詞の中間的なものに相当する分離動詞があり、これは不定詞・分詞では接頭辞（前綴り）であるものが、定動詞では分離して後ろに移動する。